# フランシスコ・ロドリゲス
フランシスコ・ホセ・ロドリゲス・デルガド・シニア（Francisco José Rodríguez Delgado Sr., 1982年1月7日 - ）は、ベネズエラのカラカス出身の元プロ野球選手（投手）。右投右打。
2000年代から2010年代中盤のMLBを代表する抑え投手の1人でありで、シーズン最多セーブ記録保持者（2008年の62）。
三振を表すアルファベットの "K" と姓を組み合わせた 「K-Rod」という愛称を持つ。2024年シーズン終了時点での通算437セーブはMLB歴代6位。

## 経歴

### プロ入り前
1982年にベネズエラで生まれるが、生後2か月で両親に捨てられ、近くに住む祖父母らの手で育てられる。母親の元を何度訪ねてもすぐに追い返され、父親にも気にかけてもらえなかった。7歳のころに地元のグラシアーノ・ラベロ野球教室で投手を始めるが、7ドルの月謝を払うことができなかったためコーチに代わりに払ってもらっていた。当時の憧れの選手はウーゲット・ウービナで、「彼のすべてが好きだった。マウンド上での積極性、仕事に臨む姿勢、アドレナリンが湧き出ているのが遠くから見ていてもわかる」と語っている。
14-15歳のころに球速90mph（約144.8km/h）を計測するなど頭角を現し、16歳になってMLB球団との契約が解禁されると10以上の球団が獲得に乗り出した。

### プロ入りとエンゼルス時代
1998年9月、契約金90万ドルでアナハイム・エンゼルスと契約。ロドリゲスは4LDKのマンションを祖父母にプレゼントしたが、アメリカ合衆国へ渡ることになったときでさえ自分をほとんど無視した両親に対しては「僕の方だって両親を気にかける必要はない」という考えを持つに至った。

#### マイナー時代
1999年から2001年までの3年間、マイナーリーグで46試合に登板し、うち42試合に先発。計234.1イニングで301奪三振を記録するが、2001年には5勝7敗、防御率5.38と苦しんだ。球団首脳陣がロドリゲスの育成方針を協議した結果、肩や肘を痛めていたこともあって、先発からリリーフへの転向が決定。ロドリゲスは当初「僕は、もちろん先発がやりたかったんだ」と難色を示したが、最終的にはこの配置転換を受け入れた。
2002年、ロドリゲスはAA級アーカンソー・トラベラーズでは23試合の登板で3勝3敗9セーブ、防御率1.96、AAA級ソルトレイク・スティンガーズでは27試合の登板で2勝3敗6セーブ、防御率2.57と好成績を残す。7月にはオールスター・フューチャーズゲームの世界選抜の一員として選出され、あと1人で試合終了という場面で登板して三振を奪い試合を締めた。このころには、リリーフ登板について「そのプレッシャー、湧き出るアドレナリンが好きになっていった」という。

#### メジャー昇格、ポストシーズンでの好投
2002年9月のロースター枠拡大（いわゆる "セプテンバー・コールアップ"）に伴いロドリゲスはメジャーへ昇格し、18日のオークランド・アスレチックス戦でメジャーデビュー。レギュラーシーズン終了まで5試合に登板し、球団タイ記録の8者連続を含む13三振を奪う。エンゼルスはシーズン開幕前の大方の予想を覆し、99勝63敗でアメリカンリーグ西地区2位となりワイルドカードを獲得、ポストシーズンへ進出した。9月にメジャーへ昇格したロドリゲスは本来はポストシーズンのロースター枠には入ることができないが、故障したアーロン・シーリーの代役として、特例でロースター入りが認められることに。メジャー昇格時にはロッカーのネームプレートを "Rodrigues" と間違った綴りにされた程度の存在だったが、好投を続けることでチーム内で自身のポジションを確立した。
前年のリーグ王者ニューヨーク・ヤンキースとのアメリカンリーグディビジョンシリーズ（ALDS）第2戦で、ロドリゲスはポストシーズン初登板。2点を失い逆転を許したものの、その後チームが再逆転し勝利、ロドリゲスは勝利投手となった。続く第3戦では2イニング無失点4奪三振、第4戦では1.2イニング無失点3奪三振と好投。ロドリゲスの3連投とともにチームも3連勝し、1994年にリーグが3地区制となって以来初となるリーグチャンピオンシップシリーズ進出を果たした。ミネソタ・ツインズと対戦したアメリカンリーグチャンピオンシップシリーズ（ALCS）では、ロドリゲスは第2戦から第5戦まで4連投し、防御率0.00と相手打線をほぼ完璧に抑える。このシリーズでもロドリゲス登板試合でチームは全勝し、球団創設42年目で初のリーグ優勝・ワールドシリーズ進出を決めた。サンフランシスコ・ジャイアンツとのワールドシリーズでは、まず第2戦で3イニングを投げて相手を無安打無得点に抑え、シリーズ史上最年少の20歳286日で勝利投手に。しかし、第4戦では安打と捕逸で走者を二塁に背負うと、デビッド・ベルに決勝適時打を許し、このポストシーズン初黒星を喫した。さらに第6戦でもバリー・ボンズのソロ本塁打とジェフ・ケントの適時打で2失点。それでも最終第7戦では1イニングを3奪三振、無失点に抑えた。エンゼルスは3勝3敗で迎えたこの第7戦に勝利し、球団史上初のワールドシリーズ優勝を成し遂げた。このポストシーズン3シリーズでロドリゲスは計11試合に登板。18.2イニングで28奪三振を記録しただけでなく、前年のランディ・ジョンソンに並ぶポストシーズン史上最多の5勝（1敗）を記録している。この活躍により、"K-Rod" という愛称が生まれるなどロドリゲスの知名度・人気が高まった。
2003年は59試合に登板し、86イニングで95三振を奪った。
2004年はオールスターゲームに初めて選出されるなど年間を通して安定。123奪三振は、デュウェイン・バイスが1987年に記録したリリーフ投手としてのシーズン奪三振球団記録を14更新するものだった。サイ・ヤング賞の投票では4位に入っている。シーズン終了後には日本で開催された日米野球に出場し、11月6日の第2戦でセーブを記録した。

#### クローザー転向
2005年は前年限りでエンゼルスを退団したトロイ・パーシバルに代わり、チームの抑え投手となる。4月5日の開幕戦で1イニングを無失点に抑えて初セーブを記録したロドリゲスは、その後も順調にセーブを積み重ねていった。9月21日には40セーブ目を記録し、2シーズン40セーブという史上2人目の記録を達成。最終的には45セーブを記録し、クローザー転向1年目から最多セーブのタイトルを獲得した。
2006年はシーズン開幕前の3月に開催された第1回ワールド・ベースボール・クラシック（WBC）のベネズエラ代表に選出された。チームは2次リーグで敗退したが、ロドリゲスはチームが勝った3試合全てで最後の1イニングを締めた。
シーズンでは2年連続リーグ最多かつ球団新記録となる47セーブ。9月10日には、MLB史上最年少で通算100セーブに到達している。シーズン終了後は2年ぶりに日米野球に参加する予定だったが、故障のため参加を取りやめた。その後、ロドリゲスとエンゼルスは年俸調停を回避し、1年総額700万ドルで再契約した。
2007年はシーズン開幕直後、不正投球疑惑が取り沙汰されるトラブルに巻き込まれる。"The Cheater's Guide to Baseball" というブログが「帽子のひさしの裏に白い異物を塗布し、それを指につけて投球している」と報じたもので、ロドリゲスは「隠し事なんてしていないから、いつでもチェックしたいときにすればいい」と疑惑を否定した。結局この件はお咎めなしとなり、前半戦37試合の登板で24セーブ、防御率2.33という成績を残す。オールスターゲームには3年ぶりに選出され、試合ではアメリカンリーグのクローザーとして初セーブ。シーズン全体では、45セーブのジョー・ボロウスキーには及ばなかったものの、リーグ2位タイの40セーブを記録し、3年連続40セーブを達成した。ただポストシーズンでは、ボストン・レッドソックスとのALDS第2戦で、同点の9回裏一死一塁の場面で登場するもマニー・ラミレスにサヨナラ3点本塁打を喫し、チームが3戦3敗で敗退する一因となった。この時点でロドリゲスのFA権取得まであと1年となり、球団は契約延長交渉に臨むが、これが難航。11月にはエンゼルス側が3総額年3400万ドルという条件を提示したが、ロドリゲス側はこれを拒否した。結局、複数年契約を締結することはできず。2008年の契約も両者合意とならぬまま年俸調停へと進み、球団側が1000万ドルを提示したのに対してロドリゲス側は1250万ドルを要求。裁定は、球団側の主張を認めロドリゲスの年俸を1000万ドルとした。

#### シーズン最多セーブ記録更新
2008年はエンゼルスが僅差の試合に競り勝つスタイルをとったことから、セーブ機会に恵まれたロドリゲスはセーブを量産。4月から4か月連続で月間セーブ数が10を超えるというハイペースでセーブ数を伸ばしていった。98試合目・7月20日のシーズン40セーブ到達、および129試合目・8月24日の同50セーブ到達は、それぞれ史上最速記録を更新。かつての記録は、前者は2003年のジョン・スモルツによる108試合目・7月31日、後者は同年のエリック・ガニエによる143試合目・9月9日であり、これらを上回るスピード記録を作ったロドリゲスに対して、1990年にボビー・シグペンが達成したシーズン最多セーブ記録（57）の更新へ期待が高まっていった。9月2日には、シグペンの記録まであと3に迫るシーズン54セーブ目を挙げると同時に、通算200セーブに史上最年少（26歳239日）で到達。そして9月11日、シアトル・マリナーズとの4連戦第1戦で、57セーブ目を記録しMLB記録に並ぶ。9月12日はロドリゲスの登板はなし。そして9月13日、エンゼルス3点リードの9回表というセーブ機会でロドリゲスが登場した。新記録への重圧からか、先頭打者ミゲル・カイロに二塁打を許すと、続くルイス・バルブエナには四球を与え、本塁打が出れば同点のピンチを迎える。だがイチローを二塁ゴロに打ち取ると、その後はウラディミール・バレンティンとラウル・イバニェスを2者連続空振り三振に仕留め、試合終了。この瞬間、ロドリゲスはシーズン最多記録を塗り替える58個目のセーブを手にした。イバニェスから三振を奪った直後、ロドリゲスはマウンドに跪き、プロ入り直後に亡くなった祖父と神への感謝の気持ちを込めて空を指差し大声を上げた。祖父への感謝については「毎日感じていることなんだ。今も彼がハッピーで、僕のことを誇りに思ってくれていることはわかっているからね」と語っている。その後もレギュラーシーズン終了までセーブを重ね、最終的な記録は60超えとなる62まで伸びた（ギネス世界記録に認定）。しかしポストシーズンでは、エンゼルスは前年と同じレッドソックスとの対戦となったALDSでまたも敗退。ロドリゲスも第2戦、5-5で同点の9回表にJ.D.ドリューに勝ち越し2点本塁打を喫して敗戦投手となった。オフの11月3日にFAとなった。代理人は5年総額7500万ドルを最低ラインとする大型契約を目指し、交渉を展開した。一方のエンゼルスは、打線強化を目的として2008年のシーズン途中に獲得したマーク・テシェイラの残留交渉を優先しており、また同年にデビューしてリリーフで好成績を残したホセ・アレドンドの成長を見込んでいたこともあって、ロドリゲスの残留交渉にはあまり熱心ではなかった。

### メッツ時代

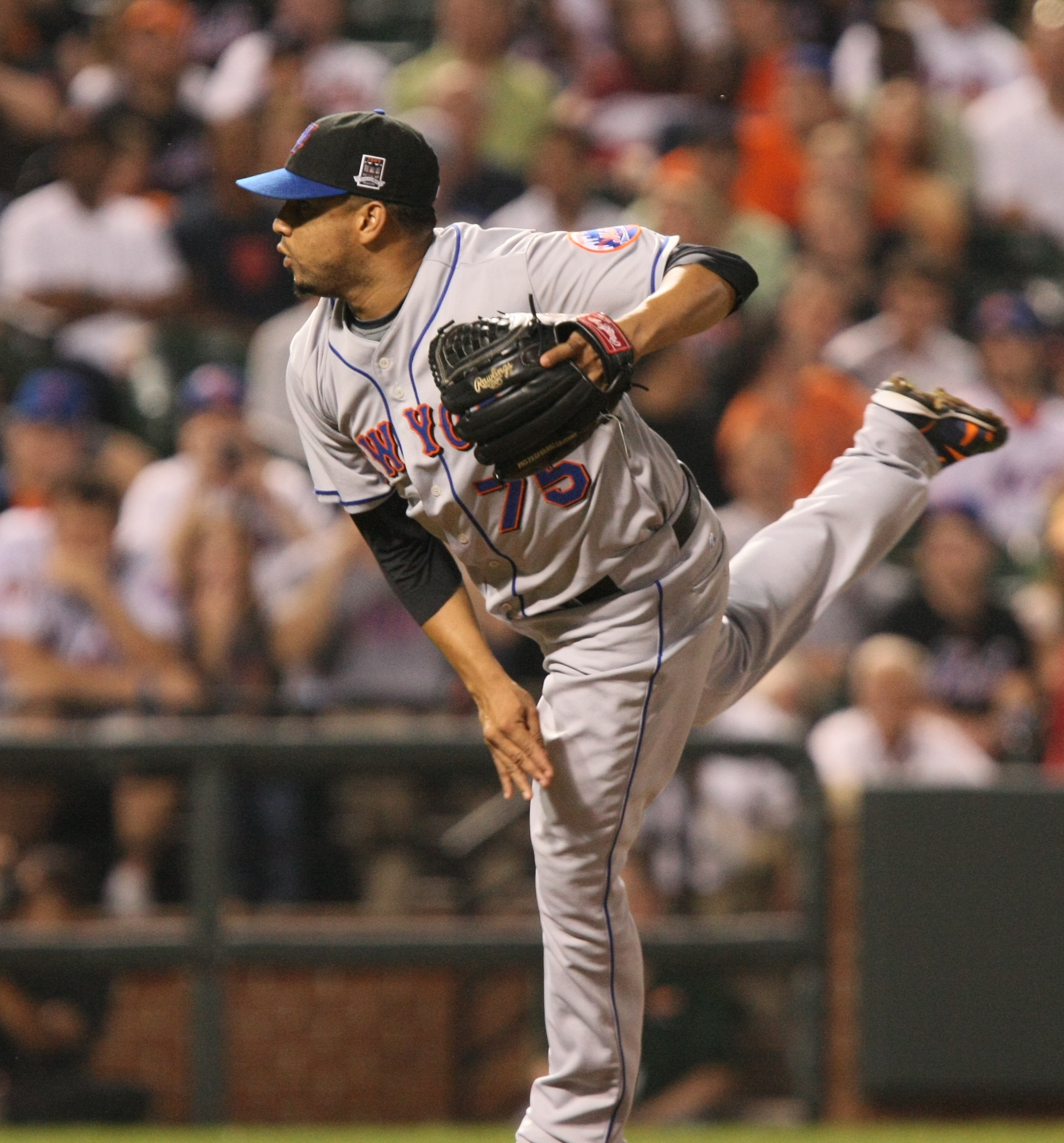
ニューヨーク・メッツでの現役時代（2009年6月18日）

2008年12月10日に左肘故障のビリー・ワグナーに代わる新クローザーを探していたニューヨーク・メッツと、3年総額3700万ドル（4年目はオプション）で契約した。2008年に89勝73敗のナショナルリーグ東地区2位だったメッツは、救援投手陣の防御率がリーグ13位と低迷したことから、ロドリゲスやJ.J.プッツの獲得で弱点を補強。同年のワールドシリーズを制した同地区のフィラデルフィア・フィリーズに対し、ロドリゲスは「2009年はうちが『倒さなければならないチーム』（優勝候補）だ」とのコメントを出した。前年まで着けていた背番号「57」はヨハン・サンタナがいたために着けられず、5と7を反対にした「75」を選択した。
2009年はシーズン開幕前の3月に開催された第2回WBCのベネズエラ代表に選出され、2大会連続2度目の選出を果たした。2006年の前回大会に引き続きチームの抑え投手を務め、特に2次ラウンドでは2試合連続でイニングまたぎのいわゆる "4アウト・セーブ" を挙げた。ベネズエラは準決勝へ進出したが、韓国に敗れ決勝進出を逃している。
大会終了後にメッツに合流し、4月6日のシーズン開幕戦でセーブを記録すると、そこから前半戦終了まで41試合に登板して2勝2敗23セーブ、防御率1.90と好投を続け、オールスターゲームに選出された。だがチームは故障者続出で低迷し、後半戦に入るとそれに引きずられるようにロドリゲスの成績も落ちていく。最終的には防御率（3.71）や奪三振率（9.7）、WHIP（1.31）などで自己最低の成績に終わり、セーブ成功率も83.3%と安定感を欠いた。メッツは70勝92敗の地区4位で、リーグ連覇のフィリーズからは23ゲーム差も離された。
2010年には、8月11日の試合後に恋人の父親を暴行した疑いで逮捕され、球団から2試合の出場停止処分を受けた。暴行の際に、右手親指の靭帯を損傷していたことも明らかになり、シーズン中の復帰は絶望的となった。17日に資格停止リスト入りし、解除されるまで試合に出場できず、年俸も支払われないことになった。

### ブルワーズ時代
2011年7月13日にトレードで、ミルウォーキー・ブルワーズへ移籍。オフの10月30日にFAとなった。
2012年1月17日にブルワーズと800万ドルの1年契約で再契約した。10月29日にFAとなった。
2013年はシーズン開幕前の3月に開催された第3回WBCのベネズエラ代表に選出され、3大会連続3度目の選出を果たした。

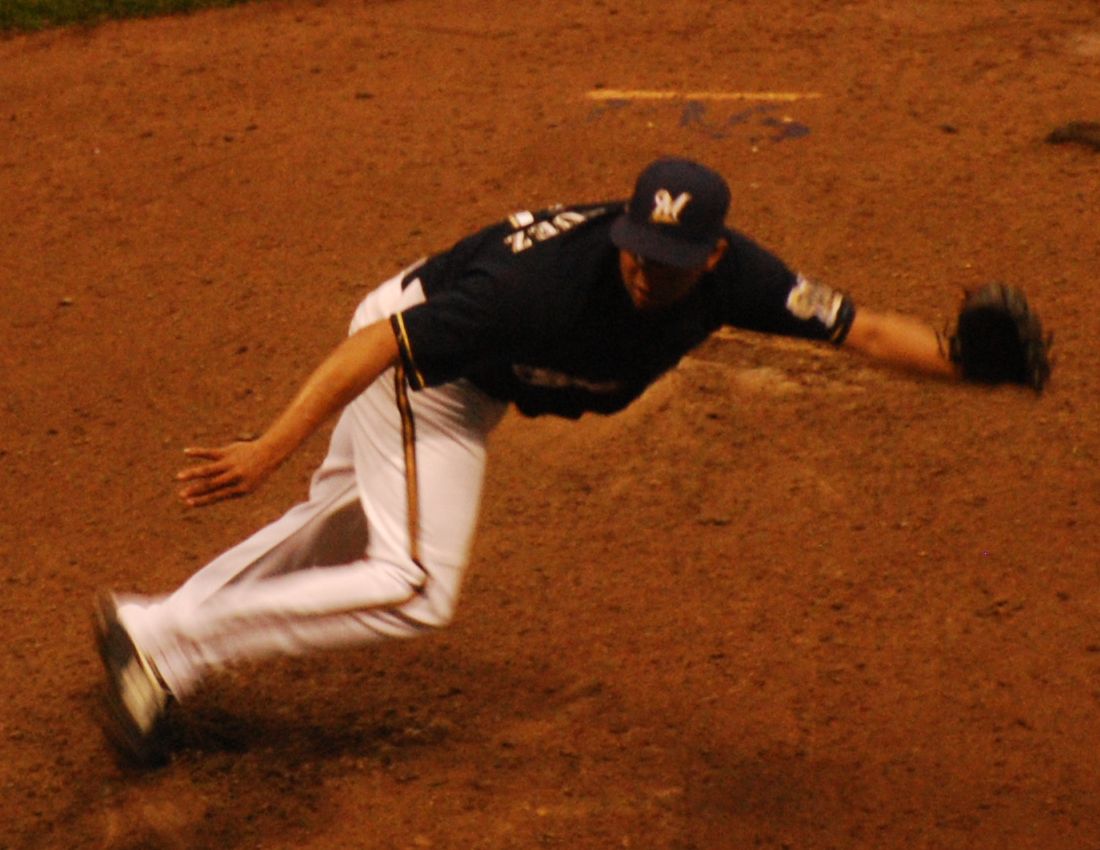
ミルウォーキー・ブルワーズでの現役時代
（2011年10月9日）

WBC終了後の4月17日にブルワーズとマイナー契約で再契約した。5月15日にメジャー昇格した。6月22日のアトランタ・ブレーブス戦で、史上25人目となる通算300セーブを達成した。この年は25試合に登板し、1勝1敗10セーブ、防御率1.09だった。

### オリオールズ時代

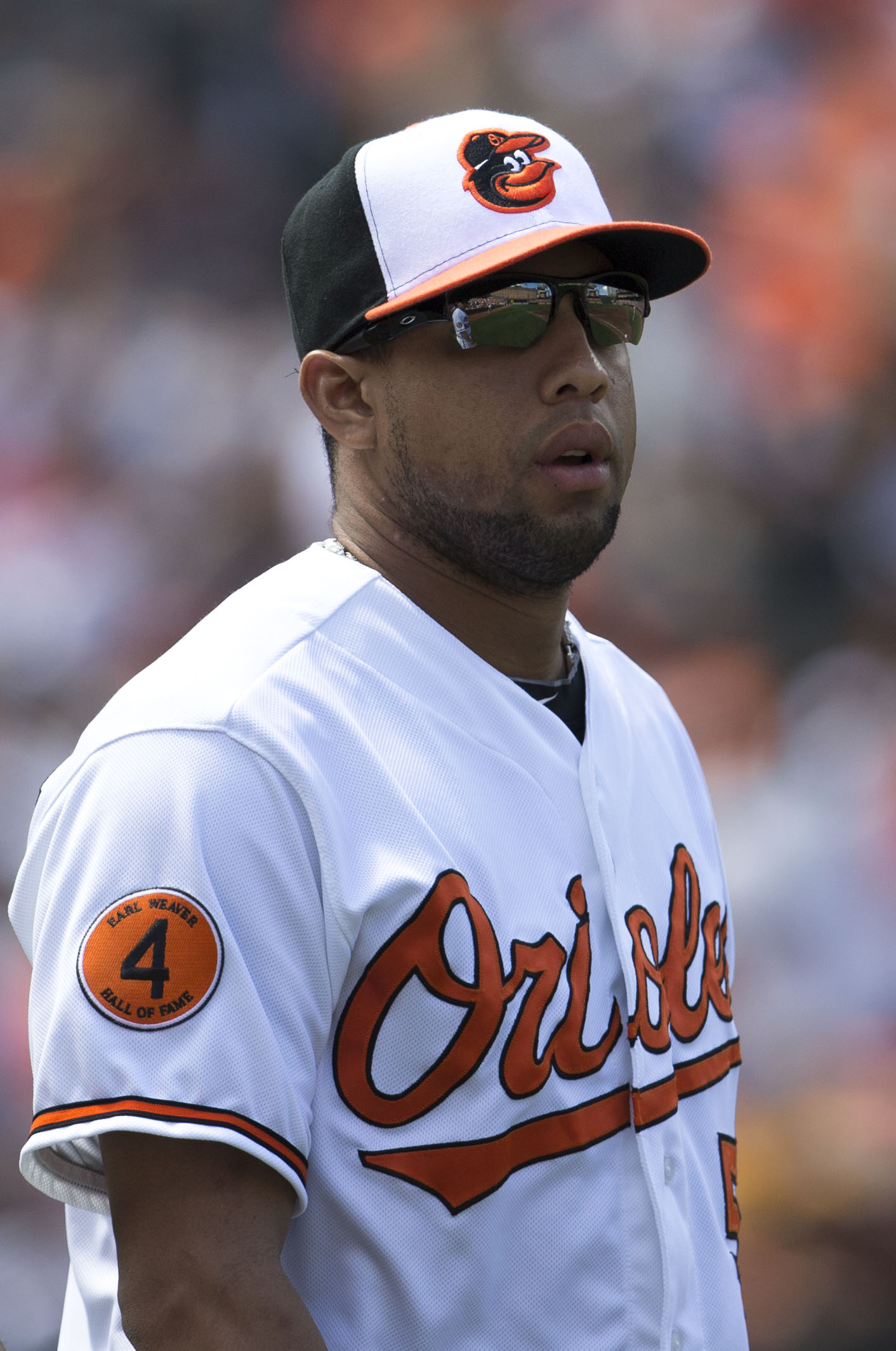
ボルチモア・オリオールズでの現役時代
（2013年8月4日）

2013年7月23日にトレードで、ボルチモア・オリオールズに移籍した。オフの10月31日にFAとなった。

### ブルワーズ復帰
2014年2月7日に古巣・ブルワーズと325万ドル+出来高の1年契約に合意した。この年は抑えとしてチームを牽引した。4月19日のピッツバーグ・パイレーツ戦で通算310セーブを記録した。これは、歴代20位のリッチ・ゴセージとタイ記録だった。翌日の20日の試合で通算311セーブを記録した。これは、歴代19位のトム・ヘンキーとタイ記録だった。4月21日のサンディエゴ・パドレス戦でシーズン8セーブ目を記録し、歴代単独19位となった。4月25日のシカゴ・カブス戦でシーズン10セーブ目を記録し、歴代18位のロブ・ネンとタイ記録の通算314セーブを記録した。4月は16試合に登板し、全試合で無失点、13セーブなどと活躍し、チームの快進撃を支えた。8月27日、通算1000奪三振を達成した。これは、リリーフ登板のみでの達成は史上10人目、先発登板の経験自体がない投手としては史上3人目であった。オフにFAとなった。
2015年2月27日にブルワーズと2年総額1300万ドル（3年目のバイアウト400万ドルを含む。3年目は600万ドルの球団側選択オプション）の契約を結んだ。

### タイガース時代
2015年11月18日にハビアー・ベタンコートとのトレードで、デトロイト・タイガースへ移籍した。
2016年は開幕戦で3失点セーブ失敗するなど、4月の防御率が5点台と出遅れたが、その後は持ち直し終盤まで防御率2点台半ばで推移していたが、9月24日のカンザスシティ・ロイヤルズ戦でまさかの5失点セーブ失敗で、防御率が一気に3点台まで悪化してしまった。シーズン通算では61試合に登板して防御率3.24、3勝4敗、リーグ2位の44セーブ（セーブ失敗5回）を記録し、史上6人目となる通算400セーブの大台を突破した。ただ、防御率はここ3シーズンでワーストであり、奪三振率9.0未満だったのもメジャーデビュー以来初と、やや実力に陰りが見られる成績となった。
2017年はシーズン開幕前の2月8日に第4回WBCのベネズエラ代表に選出され、4大会連続4度目の選出を果たした。シーズンでは5月にクローザーから外されるほどの不振に陥り、6月23日にFAとなった。

### タイガース退団後
2017年6月27日にワシントン・ナショナルズとマイナー契約で合意したと報じられ、7月5日に正式に契約し、AA級ハリスバーグ・セネターズに配属された。7月14日にFAとなった。
2018年1月28日にフィラデルフィア・フィリーズとマイナー契約を結び、同年のスプリングトレーニングに招待選手として参加することになった。しかし、3月24日にFAとなった。4月30日にアトランティックリーグのロングアイランド・ダックスと契約した。
2019年6月11日にリーガ・メヒカーナ・デ・ベイスボルのモンクローバ・スティーラーズと契約。10試合の登板で防御率4.32を喫し、7月13日にFAとなった。

## 選手としての特徴
左足を高く掲げ、左手とともにまっすぐ伸ばしながらステップしてリリース体勢に入るという、独特の躍動感ある投球フォームの持ち主。持ち球は、平均球速154km/h、最速99マイルのフォーシームおよびツーシームと、大きく曲がり落ちる平均120km/h前後のカーブ、2種類の変化をする平均133km/hのチェンジアップ。若手のころはフォーシームとスライダーの2球種で押し切っていたが、MLB1年目から既に「手元で小さく変化する速球はマリアノ・リベラ、スライダーはペドロ・マルティネス、そしてアグレッシブさはウーゲット・ウービナみたいだ」とも言われていた。
スライダーは急激に変化するため "カートゥーン・スライダー" と呼ばれるほか、その球速からカーブ扱いされることもある。エンゼルスで2006年までチームメイトだったブレンダン・ドネリーは「フランキーのはカーブだ。速球とのスピード差が大きすぎる。彼はスライダーだと言い張っているが、あれは絶対にカーブだ。ブルペンでいつも議論しているよ（笑）」と話している。チェンジアップはスプリッターのように落ちるものと、シンカーのように打者から遠ざかりながら沈むものの2種類を投げ分けている。チェンジアップを投げるようになったのは2006年ころからで、当初は制球ミスで長打を浴びたこともあったが、次第に左打者に対し効果を表すようになった。ただし、チェンジアップと速球を同じ腕の振りから投げようとしたことで、速球の球速が低下するという悪影響もあったことを本人自ら認めている。
2015年からは投球スタイルを変え、速球主体からチェンジアップ主体になった。投球全体のチェンジアップの割合は、40%以上にも及ぶ。
"K-Rod" の異名が示すとおり、高い奪三振率を誇る。2010年終了時点での通算奪三振率は11.3で、これはリベラ（8.2）やジョー・ネイサン（9.4）などを上回っている。しかし1年単位で見ていくと、2004年の13.2をピークとして年々数字が下がっており、2009年は自己最低の9.7にまで落ち込んだ。また与四球による無駄な走者を出すことも多く、通算与四球率（4.0）はリベラ（2.1）やネイサン（3.4）よりも悪い。まれに集中力を欠き、ビッグイニングを作られることもある。

## 詳細情報

### 年度別投球成績
| 年 度     | 球 団     | 登 板 | 先 発 | 完 投 | 完 封 | 無 四 球 | 勝 利 | 敗 戦 | セ 丨 ブ | ホ 丨 ル ド | 勝 率 | 打 者 | 投 球 回 | 被 安 打 | 被 本 塁 打 | 与 四 球 | 敬 遠 | 与 死 球 | 奪 三 振 | 暴 投 | ボ 丨 ク | 失 点 | 自 責 点 | 防 御 率 | W H I P |
| --------- | --------- | ----- | ----- | ----- | ----- | -------- | ----- | ----- | -------- | ----------- | ----- | ----- | -------- | -------- | ----------- | -------- | ----- | -------- | -------- | ----- | -------- | ----- | -------- | -------- | ------- |
| 2002      | ANA LAA   | 5     | 0     | 0     | 0     | 0        | 0     | 0     | 0        | 0           | ----  | 21    | 5.2      | 3        | 0           | 2        | 1     | 1        | 13       | 0     | 0        | 0     | 0        | 0.00     | 0.88    |
| 2003      | ANA LAA   | 59    | 0     | 0     | 0     | 0        | 8     | 3     | 2        | 7           | .727  | 334   | 86.0     | 50       | 12          | 35       | 5     | 2        | 95       | 7     | 0        | 30    | 29       | 3.03     | 0.99    |
| 2004      | ANA LAA   | 69    | 0     | 0     | 0     | 0        | 4     | 1     | 12       | 27          | .800  | 335   | 84.0     | 51       | 2           | 33       | 1     | 1        | 123      | 5     | 0        | 21    | 17       | 1.82     | 1.00    |
| 2005      | ANA LAA   | 66    | 0     | 0     | 0     | 0        | 2     | 5     | 45       | 0           | .286  | 279   | 67.1     | 45       | 7           | 32       | 3     | 0        | 91       | 8     | 0        | 20    | 20       | 2.67     | 1.14    |
| 2006      | ANA LAA   | 69    | 0     | 0     | 0     | 0        | 2     | 3     | 47       | 0           | .400  | 296   | 73.0     | 52       | 6           | 28       | 5     | 1        | 98       | 10    | 0        | 16    | 14       | 1.73     | 1.10    |
| 2007      | ANA LAA   | 64    | 0     | 0     | 0     | 0        | 5     | 2     | 40       | 0           | .714  | 285   | 67.1     | 50       | 3           | 34       | 0     | 1        | 90       | 7     | 1        | 22    | 21       | 2.81     | 1.25    |
| 2008      | ANA LAA   | 76    | 0     | 0     | 0     | 0        | 2     | 3     | 62       | 0           | .400  | 288   | 68.1     | 54       | 4           | 34       | 4     | 2        | 77       | 6     | 0        | 21    | 17       | 2.24     | 1.29    |
| 2009      | NYM       | 70    | 0     | 0     | 0     | 0        | 3     | 6     | 35       | 0           | .333  | 295   | 68.0     | 51       | 7           | 38       | 6     | 1        | 73       | 1     | 0        | 34    | 28       | 3.71     | 1.31    |
| 2010      | NYM       | 53    | 0     | 0     | 0     | 0        | 4     | 2     | 25       | 0           | .667  | 236   | 57.1     | 45       | 3           | 21       | 4     | 2        | 67       | 3     | 1        | 14    | 14       | 2.20     | 1.15    |
| 2011      | NYM       | 42    | 0     | 0     | 0     | 0        | 2     | 2     | 23       | 0           | .500  | 187   | 42.2     | 44       | 3           | 16       | 4     | 2        | 46       | 2     | 0        | 15    | 15       | 3.16     | 1.41    |
| 2011      | MIL       | 31    | 0     | 0     | 0     | 0        | 4     | 0     | 0        | 17          | 1.000 | 120   | 29.0     | 23       | 1           | 10       | 0     | 0        | 33       | 2     | 0        | 7     | 6        | 1.86     | 1.14    |
| '11計     | MIL       | 73    | 0     | 0     | 0     | 0        | 6     | 2     | 23       | 17          | .750  | 307   | 71.2     | 67       | 4           | 26       | 4     | 2        | 79       | 4     | 0        | 22    | 21       | 2.64     | 1.30    |
| 2012      | MIL       | 78    | 0     | 0     | 0     | 0        | 2     | 7     | 3        | 32          | .222  | 305   | 72.0     | 65       | 8           | 31       | 1     | 0        | 72       | 6     | 0        | 37    | 35       | 4.38     | 1.33    |
| 2013      | MIL       | 25    | 0     | 0     | 0     | 0        | 1     | 1     | 10       | 1           | .500  | 97    | 24.2     | 17       | 2           | 9        | 3     | 0        | 26       | 0     | 0        | 3     | 3        | 1.09     | 1.05    |
| 2013      | BAL       | 23    | 0     | 0     | 0     | 0        | 2     | 1     | 0        | 4           | .667  | 96    | 22.0     | 25       | 5           | 5        | 1     | 1        | 28       | 2     | 0        | 11    | 11       | 4.50     | 1.36    |
| '13計     | BAL       | 48    | 0     | 0     | 0     | 0        | 3     | 2     | 10       | 5           | .600  | 193   | 46.2     | 42       | 7           | 14       | 4     | 1        | 54       | 2     | 0        | 14    | 14       | 2.70     | 1.20    |
| 2014      | MIL       | 69    | 0     | 0     | 0     | 0        | 5     | 5     | 44       | 0           | .500  | 268   | 68.0     | 49       | 14          | 18       | 1     | 1        | 73       | 0     | 0        | 23    | 23       | 3.04     | 0.99    |
| 2015      | MIL       | 60    | 0     | 0     | 0     | 0        | 1     | 3     | 38       | 0           | .250  | 216   | 57.0     | 38       | 6           | 11       | 1     | 0        | 62       | 3     | 0        | 15    | 14       | 2.21     | 0.86    |
| 2016      | DET       | 61    | 0     | 0     | 0     | 0        | 3     | 4     | 44       | 0           | .429  | 235   | 58.1     | 45       | 6           | 21       | 1     | 1        | 52       | 4     | 0        | 24    | 21       | 3.24     | 1.13    |
| 2017      | DET       | 28    | 0     | 0     | 0     | 0        | 2     | 5     | 7        | 0           | .286  | 118   | 25.1     | 31       | 9           | 11       | 1     | 0        | 23       | 2     | 0        | 23    | 22       | 7.82     | 1.66    |
| MLB：16年 | MLB：16年 | 948   | 0     | 0     | 0     | 0        | 52    | 53    | 437      | 88          | .495  | 4011  | 976.2    | 738      | 98          | 389      | 42    | 17       | 1142     | 68    | 2        | 336   | 310      | 2.86     | 1.16    |

- 各年度の太字はリーグ最高、赤太字はMLBにおける歴代最高
- ANA（アナハイム・エンゼルス）は、2005年にLAA（ロサンゼルス・エンゼルス・オブ・アナハイム）に球団名を変更

### 年度別守備成績
| 年 度 | 球 団 | 投手（P） | 投手（P） | 投手（P） | 投手（P） | 投手（P） | 投手（P） |
| 年 度 | 球 団 | 試 合     | 刺 殺     | 補 殺     | 失 策     | 併 殺     | 守 備 率  |
| ----- | ----- | --------- | --------- | --------- | --------- | --------- | --------- |

- 各年度の太字はリーグ最高

### タイトル
- 最多セーブ投手：3回（2005年、2006年、2008年）
- 最優秀救援投手：2回（2006年、2008年）

### 表彰
- ローレイズ・リリーフマン賞：2回（2006年、2008年）
- DHL デリバリー・マン・オブ・ザ・マンス：2回（2006年8月、2008年6月）
- プレイヤー・オブ・ザ・ウィーク（英語版）：1回（2008年8月18日 - 24日）
- ルイス・アパリシオ賞（英語版）：1回（2008年）

### 記録
MiLB
- オールスター・フューチャーズゲーム選出：1回（2002年）

MLB
- MLBオールスターゲーム選出：6回（2004年、2007年、2008年、2009年、2014年、2015年）

#### 諸記録
- シーズン最多セーブ：62（2008年、歴代1位、ギネス世界記録認定）
- シーズン40セーブ到達試合数：98（2008年、歴代1位）
- シーズン50セーブ到達試合数：129（2008年、歴代1位）
- 24歳未満でのシーズン40セーブ（2005年、史上2人目）
- 通算200セーブ到達年数：26歳239日（歴代1位）
- 通算300セーブ（史上25人目）
- 通算1000奪三振（リリーフのみ（先発登板を除いた）での達成は史上10人目）
- 1つのポストシーズンでの勝利数：5（2002年、歴代1位タイ）

### 背番号
- 57（2002年 - 2008年、2012年 - 2017年）
- 75（2009年 - 2011年）

### 代表歴
- 2006 ワールド・ベースボール・クラシック・ベネズエラ代表
- 2009 ワールド・ベースボール・クラシック・ベネズエラ代表
- 2013 ワールド・ベースボール・クラシック・ベネズエラ代表
- 2017 ワールド・ベースボール・クラシック・ベネズエラ代表